# La Chapelle-d'Aurec
La Chapelle-d'Aurec è un comune francese di 883 abitanti situato nel dipartimento dell'Alta Loira della regione dell'Alvernia-Rodano-Alpi.

## Società

### Evoluzione demografica
Abitanti censiti